# مقاطعة بينتون (أوريغون)
مقاطعة بينتون (بالإنجليزية: Benton County)‏ هي إحدى مقاطعات ولاية أوريغون في الولايات المتحدة الأمريكية.